# 1914 en science-fiction
| Années de la science-fiction : 1911 - 1912 - 1913 - 1914 - 1915 - 1916 - 1917    |
| Décennies de la science-fiction : 1880 - 1890 - 1900 - 1910 - 1920 - 1930 - 1940 |

L'année 1914 est marquée, en matière de science-fiction, par les événements suivants.

## Naissances et décès

### Naissances
- 26 avril : H. L. Gold, écrivain américano-canadien, mort en 1996.
- 7 novembre : Raphael Aloysius Lafferty, écrivain américain, mort en 2002.

### Décès
- 21 juin : Bertna von Suttner, née en 1843, morte à 71 ans.

## Prix
La plupart des prix littéraires de science-fiction actuellement connus n'existaient alors pas.

## Parutions littéraires

### Romans
- Paris en feu par Henri Barbot.